# Rio Cetatea Turia
O Rio Cetatea Turia é um rio da Romênia, afluente do Jaidon, localizado no distrito de Covasna.